# Laaerbergbad

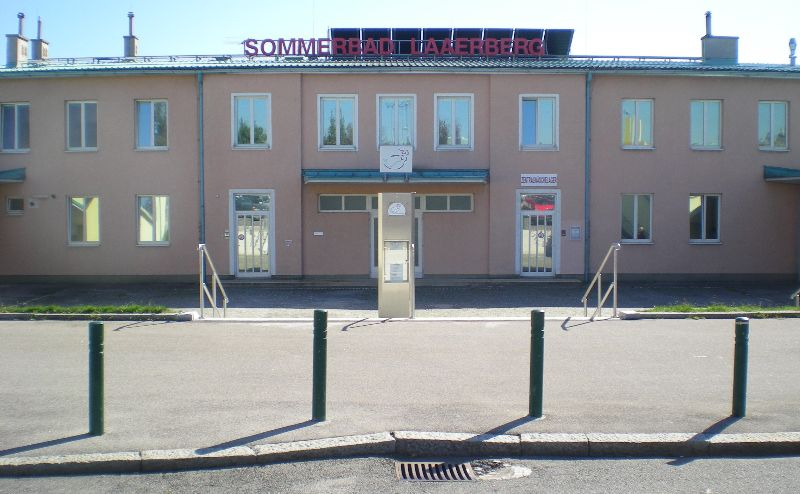
Laaerbergbad in Favoriten

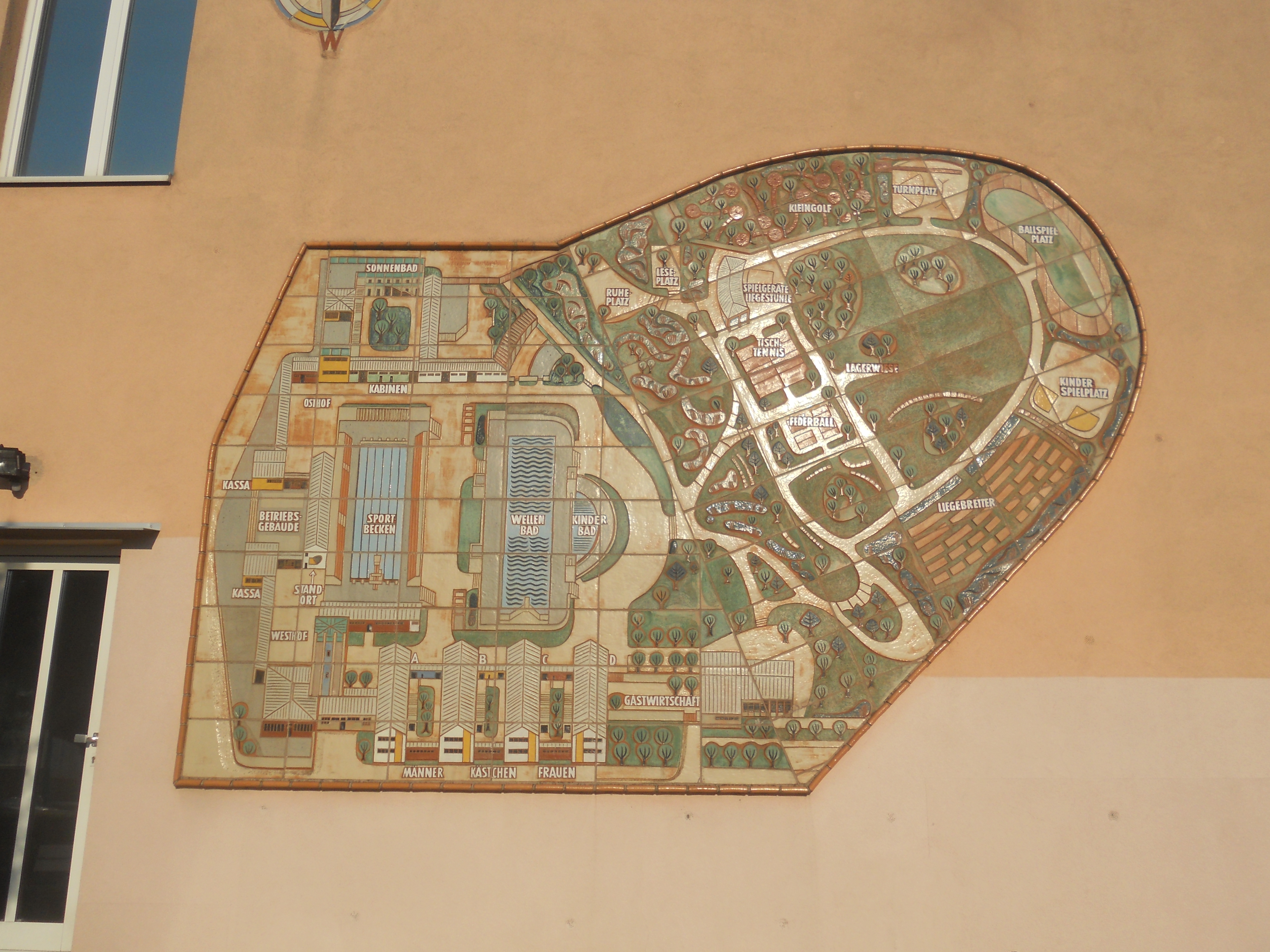
Einer der beiden keramischen Orientierungspläne

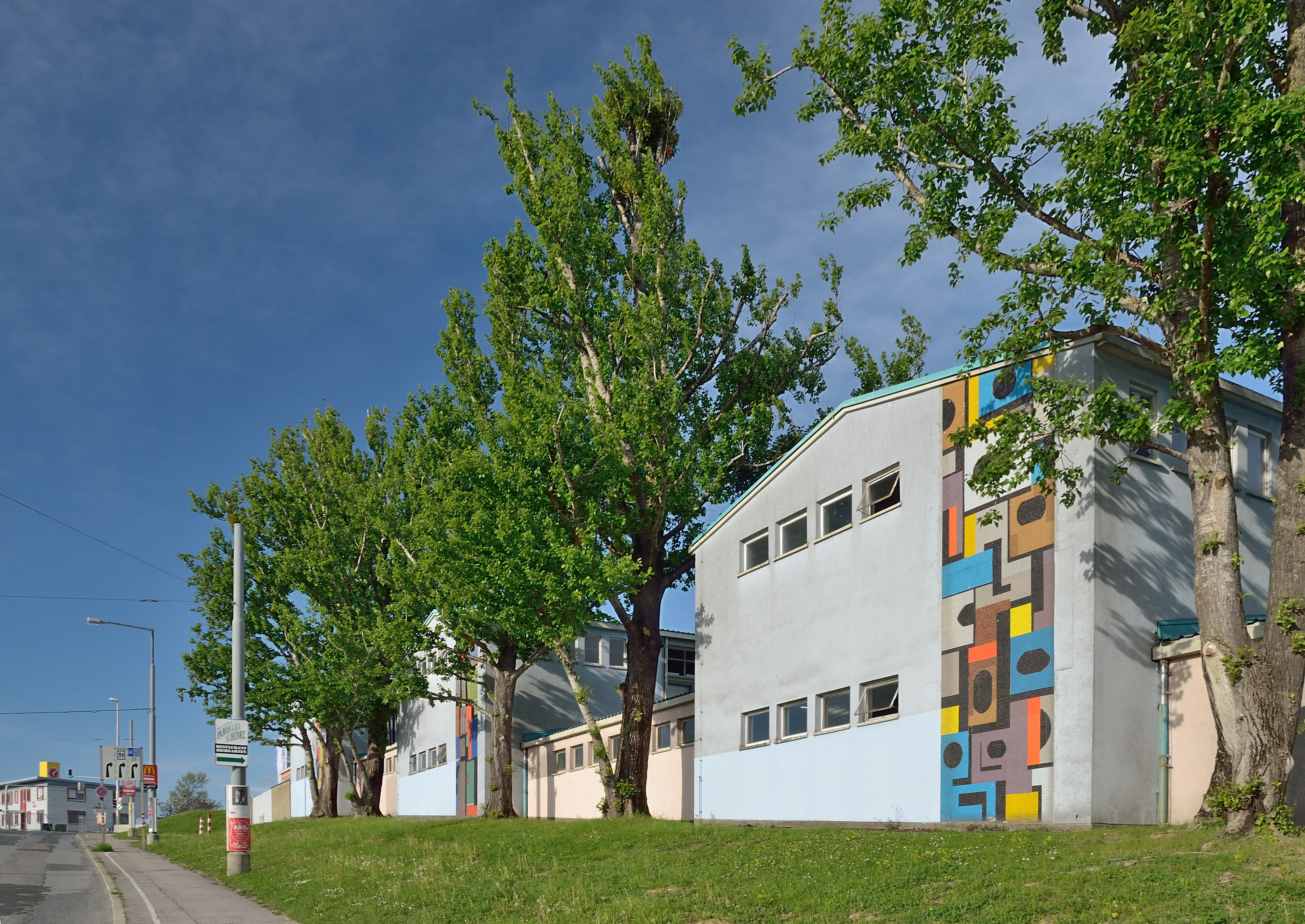
Mosaike zur Favoritenstraße

Das Laaerbergbad ist ein städtisches Sommerbad auf dem Laaer Berg im 10. Wiener Gemeindebezirk Favoriten. Neben dem Bad steht die Gradner-Kapelle.

## Geschichte
Das Laaerbergbad wurde zwischen 1957 und der Eröffnung am 14. August 1959 nach Plänen von Erich Franz Leischner auf einem rund 6 Hektar großen Grundstück am Südhang des Laaer Berges errichtet. Um die auf dem Bauplatz wachsenden Bäume, meist Föhren, zu erhalten, wurden rund 100 davon – bis zu 25 Jahre alt und 6 Meter hoch – bis Jänner 1958 an neue Standorte versetzt.
An der künstlerischen Ausgestaltung des Bades waren zahlreiche österreichische Künstler beteiligt. Es gibt einen pilzförmigen Spieltisch mit einem Windrosen-Mosaik (Ladislaus Stecker), die Statue eines Diskuswerfers (Rudolf Beran) und zwei Kunststein-Schildkröten bei einem der Kinderspielplätze (Othmar Jarmer). Zur künstlerischen Ausstattung gehören auch zwei keramische Orientierungspläne von Leopold Schmid an den Wänden des Eingangsgebäudes.
Auch von Josef Mikl, Karl Kreutzberger, Heinz Klima, Anton Krejcar, Ferdinand Kitt stammen Mosaike. 1994 wurde die gemeinsam mit Renovierungsarbeiten an den Fassaden durchgeführte Sanierung der aus der Erbauungszeit stammenden Mosaike abgeschlossen. Wo es nicht möglich war, die Originale zu erhalten, wurden die Mosaike mit Unterstützung des Bundesdenkmalamtes und der Kulturabteilung der Stadt Wien originalgetreu neu angefertigt.
Das 50 Meter lange und 15 Meter breite Sportbecken mit einer maximalen Tiefe von 5,1 Metern wurde 1989 ebenso renoviert wie im Jahr 1985 das 65 Meter lange Wellenbecken. In diesem Jahr wurden als neue Attraktionen außerdem eine 40 Meter lange Wasserrutsche (unterdessen aus Altersgründen wieder demontiert) und am Kinderbecken ein Wasserpilz und eine Elefantenrutsche – eine Rutsche, die im Profil einem Elefanten ähnelt – aufgestellt.
Bei der Planung des Laaerbergbades wurde auch die Möglichkeit der Veranstaltung von Sportbewerben berücksichtigt und das Sportbecken entsprechend dimensioniert, gegenüber dem restlichen Badebetrieb absperrbar und mit Sitz- und Stehplätzen für rund 1.350 Zuseher angelegt.
1998 war das Laaerbergbad mit 170.000 Besuchern nach dem Gänsehäufelbad und dem Schafbergbad das am häufigsten besuchte städtische Sommerbad. Zuletzt besuchten 123.503 (2004), 119.822 (2005) und im Jahr 2006 151.850 Personen das Sommerbad.
Bei Arbeitsunfällen während der Errichtung des Laaerbergbades kamen zwei Personen ums Leben.

## Beschreibung

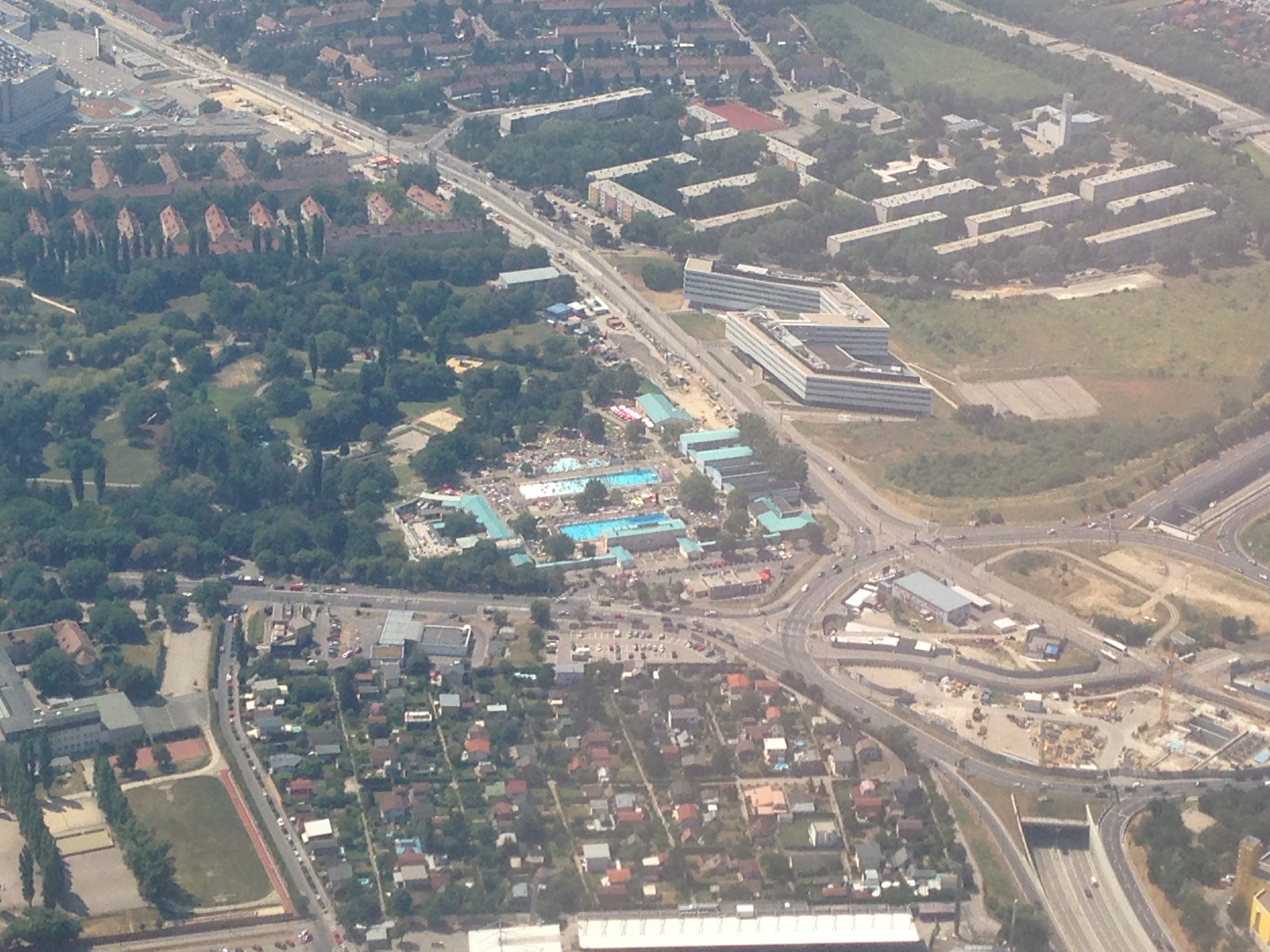
Luftbild des Laaerbergbades (Bildmitte) in der Nähe des Verteilerkreises (rechts); Blick Richtung Süden

Auf dem Grundstück in der Nähe des Verteilerkreises Favoriten und dem Franz-Horr-Stadion wurden neben den Schwimmbecken vier einstöckige Hallen mit 4.180 Kästchen und ein Kabinengebäude mit 440 Umkleidekabinen errichtet. Notgarderoben in Zwischenbauten boten zusätzlichen Platz für mehrere hundert Personen. Das Flachdach des Kabinengebäudes wurde – getrennt nach Geschlechtern – als Sonnenbad eingerichtet.
Neben den bereits erwähnten Sport- und Wellenbecken verfügt das Laaerbergbad unter anderem über zwei Kinderbecken, Wasserspiele, einen Eltern-Kind-Bereich mit Kleinkinderbecken, mittels Sonnenkollektoren (installiert 1991 und mehrfach erweitert) vorgewärmtem Wasser, einen Sprungturm, einen Spiel- und Sportplatz sowie einen Beachvolleyballplatz, Tischtennistische, Sonnenbäder und einer Brauseanlage beim Beachvolleyballplatz.
Wahrzeichen des Laaerbergbades war der ungefähr 20 Meter hohe Wasserturm am nordwestlichen Ende des Areals. Nach außen hin fungierte er als Uhrturm, tatsächlich wurden hier rund 100.000 Liter Wasser für die drei Schwimmbecken und die Filteranlage gespeichert und vorgewärmt. Wegen seines schlechten baulichen Zustandes und zu hoher Sanierungskosten wurde er am 19. Oktober 1998 abgebrochen.
Das Laaerbergbad verfügt über eine Wasseraufbereitungsanlage, um das Badewasser von Chlor und organischen Substanzen zu befreien und es dann zur Bewässerung der Grünflächen verwenden zu können.

### Erreichbarkeit
- Ludwig-von-Höhnel-Gasse 2, ein kleiner Parkbereich für PKW und Fahrräder
- Altes Landgut: U-Bahn-Linie U1; Autobuslinie 15A
- Neulandschule Laaerberg: Autobus 15A, Zugang Generali-Arena